# Monolene helenensis
Monolene helenensis är en fiskart som beskrevs av Amaoka och Imamura 2000. Monolene helenensis ingår i släktet Monolene och familjen tungevarsfiskar. Inga underarter finns listade i Catalogue of Life.